# كيت لوك
كيت لوك (بالإنجليزية: Kate Locke)‏ (1971)؛ كاتِبة وروائية كندية.